# Peter Platzer
Peter Platzer (ur. 29 maja 1910, zm. 13 grudnia 1959) – austriacki piłkarz, reprezentant Austrii i Niemiec, grający na pozycji bramkarza. 

## Kariera klubowa
Platzer przygodę z futbolem rozpoczął w 1927 w zespole Brigittenauer AC. Po dwuletniej grze dla Brigittenauer, w 1929 został zawodnikiem Floridsdorfer AC. W tej drużynie spędził kolejne 5 sezonów, a dobra gra w tej drużynie zaowocowała debiutem w reprezentacji i powołaniem na Mistrzostwa Świata 1934.
Po tym turnieju opuścił Floridsdorfer i został piłkarzem Admira Wiedeń. Trzykrotnie został mistrzem I. Ligi w sezonach 1935/36, 1936/37 i 1938/39. Zawodnikiem Admiry był do 1940, po czym zakończył karierę piłkarską. 

## Kariera reprezentacyjna

### Reprezentacja Austrii
Karierę reprezentacyjną Platzer rozpoczął 4 października 1931 w meczu przeciwko reprezentacji Węgier, zremisowanym 2:2. Trzy lata później został powołany na Mistrzostwa Świata. Wystąpił w 4 spotkaniach: z Francją, Węgrami, Włochami oraz w meczu o 3. miejsce z Niemcami.
Ostatni mecz w narodowych barwach Austrii zanotował 24 października 1937 przeciwko Czechosłowacji, przegrany 1:2. Łącznie w latach 1931–1937 Platzer zagrał dla Austrii w 31 spotkaniach.
| Mecze i gole w reprezentacji Austrii | Mecze i gole w reprezentacji Austrii | Mecze i gole w reprezentacji Austrii | Mecze i gole w reprezentacji Austrii | Mecze i gole w reprezentacji Austrii | Mecze i gole w reprezentacji Austrii | Mecze i gole w reprezentacji Austrii |
| #                                    | Data                                 | Miasto                               | Przeciwnik                           | Gol                                  | Wynik                                | Rozgrywki                            |
| ------------------------------------ | ------------------------------------ | ------------------------------------ | ------------------------------------ | ------------------------------------ | ------------------------------------ | ------------------------------------ |
| 1.                                   | 04.10.1931                           | Budapeszt                            | Węgry                                |                                      | 2:2                                  | Puchar Europy Środkowej              |
| 2.                                   | 09.04.1933                           | Wiedeń                               | Czechosłowacja                       |                                      | 1:2                                  | towarzyski                           |
| 3.                                   | 30.04.1933                           | Budapeszt                            | Węgry                                |                                      | 1:1                                  | towarzyski                           |
| 4.                                   | 11.06.1933                           | Wiedeń                               | Belgia                               |                                      | 4:1                                  | towarzyski                           |
| 5.                                   | 01.10.1933                           | Wiedeń                               | Węgry                                |                                      | 2:2                                  | towarzyski                           |
| 6.                                   | 29.11.1933                           | Glasgow                              | Szkocja                              |                                      | 2:2                                  | towarzyski                           |
| 7.                                   | 10.12.1933                           | Amsterdam                            | Holandia                             |                                      | 1:0                                  | towarzyski                           |
| 8.                                   | 11.02.1934                           | Turyn                                | Włochy                               |                                      | 4:2                                  | Puchar Europy Środkowej              |
| 9.                                   | 25.03.1934                           | Genewa                               | Szwajcaria                           |                                      | 3:2                                  | Puchar Europy Środkowej              |
| 10.                                  | 15.04.1934                           | Wiedeń                               | Węgry                                |                                      | 5:2                                  | towarzyski                           |
| 11.                                  | 25.04.1934                           | Wiedeń                               | Bułgaria                             |                                      | 6:1                                  | El. MŚ 1934                          |
| 12.                                  | 27.05.1934                           | Turyn                                | Francja                              |                                      | 3:2                                  | MŚ 1934                              |
| 13.                                  | 31.05.1934                           | Bologna                              | Węgry                                |                                      | 2:1                                  | MŚ 1934                              |
| 14.                                  | 03.06.1934                           | Mediolan                             | Włochy                               |                                      | 0:1                                  | MŚ 1934                              |
| 15.                                  | 07.06.1934                           | Neapol                               | III Rzesza                           | Gol                                  | 2:3                                  | MŚ 1934                              |
| 16.                                  | 23.09.1934                           | Wiedeń                               | Czechosłowacja                       |                                      | 2:2                                  | Puchar Europy Środkowej              |
| 17.                                  | 07.10.1934                           | Budapeszt                            | Węgry                                |                                      | 1:3                                  | Puchar Europy Środkowej              |
| 18.                                  | 11.11.1934                           | Wiedeń                               | Szwajcaria                           |                                      | 3:0                                  | Puchar Europy Środkowej              |
| 19.                                  | 24.03.1935                           | Wiedeń                               | Włochy                               |                                      | 0:2                                  | Puchar Europy Środkowej              |
| 20.                                  | 12.05.1935                           | Budapeszt                            | Węgry                                |                                      | 3:6                                  | towarzyski                           |
| 21.                                  | 06.10.1935                           | Wiedeń                               | Węgry                                |                                      | 4:4                                  | Puchar Europy Środkowej              |
| 22.                                  | 19.01.1936                           | Madryt                               | Hiszpania                            |                                      | 5:4                                  | towarzyski                           |
| 23.                                  | 06.05.1936                           | Wiedeń                               | Anglia                               |                                      | 2:1                                  | towarzyski                           |
| 24.                                  | 17.05.1936                           | Rzym                                 | Włochy                               |                                      | 2:2                                  | towarzyski                           |
| 25.                                  | 08.11.1936                           | Zurych                               | Szwajcaria                           |                                      | 3:1                                  | Puchar Europy Środkowej              |
| 26.                                  | 21.03.1937                           | Wiedeń                               | Włochy                               |                                      | 2:0                                  | towarzyski                           |
| 27.                                  | 09.05.1937                           | Wiedeń                               | Szkocja                              |                                      | 1:1                                  | towarzyski                           |
| 28.                                  | 23.05.1937                           | Budapeszt                            | Węgry                                |                                      | 2:2                                  | towarzyski                           |
| 29.                                  | 19.09.1937                           | Wiedeń                               | Szwajcaria                           |                                      | 4:3                                  | Puchar Europy Środkowej              |
| 30.                                  | 05.10.1937                           | Wiedeń                               | Łotwa                                |                                      | 2:1                                  | El. MŚ 1938                          |
| 31.                                  | 24.10.1937                           | Praga                                | Czechosłowacja                       |                                      | 1:2                                  | Puchar Europy Środkowej              |

### Reprezentacja III Rzeszy
W wyniku Anschlussu Austria została włączona do III Rzeszy. Po raz pierwszy w reprezentacji III Rzeszy zagrał 29 stycznia 1939 w wygranym 4:1 meczu z Belgią. Drugi i zarazem ostatni mecz w drużynie III Rzeszy zagrał 26 marca 1939 z Włochami, zakończony porażką 2:3. 
| Mecze i gole w reprezentacji III Rzeszy | Mecze i gole w reprezentacji III Rzeszy | Mecze i gole w reprezentacji III Rzeszy | Mecze i gole w reprezentacji III Rzeszy | Mecze i gole w reprezentacji III Rzeszy | Mecze i gole w reprezentacji III Rzeszy | Mecze i gole w reprezentacji III Rzeszy |
| #                                       | Data                                    | Miasto                                  | Przeciwnik                              | Gol                                     | Wynik                                   | Rozgrywki                               |
| --------------------------------------- | --------------------------------------- | --------------------------------------- | --------------------------------------- | --------------------------------------- | --------------------------------------- | --------------------------------------- |
| 1.                                      | 29.01.1939                              | Bruksela                                | Belgia                                  |                                         | 4:1                                     | towarzyski                              |
| 2.                                      | 26.03.1939                              | Florencja                               | Włochy                                  |                                         | 2:3                                     | towarzyski                              |

## Sukcesy
Admira Wiedeń
- Mistrzostwo I. Ligi (3): 1935/36, 1936/37, 1938/39